# تریمسه
تریمسه (به عربی: التریمسة) یک روستا در سوریه است که در ناحیه مرکزی محرده واقع شده‌است. تریمسه ۶٬۹۲۷ نفر جمعیت دارد.